# 武侯立交站
武侯立交站是成都地铁3号线的一座车站，位于成都市武侯区。武侯立交站为地下岛式站台车站，2018年12月26日开通。

## 车站结构

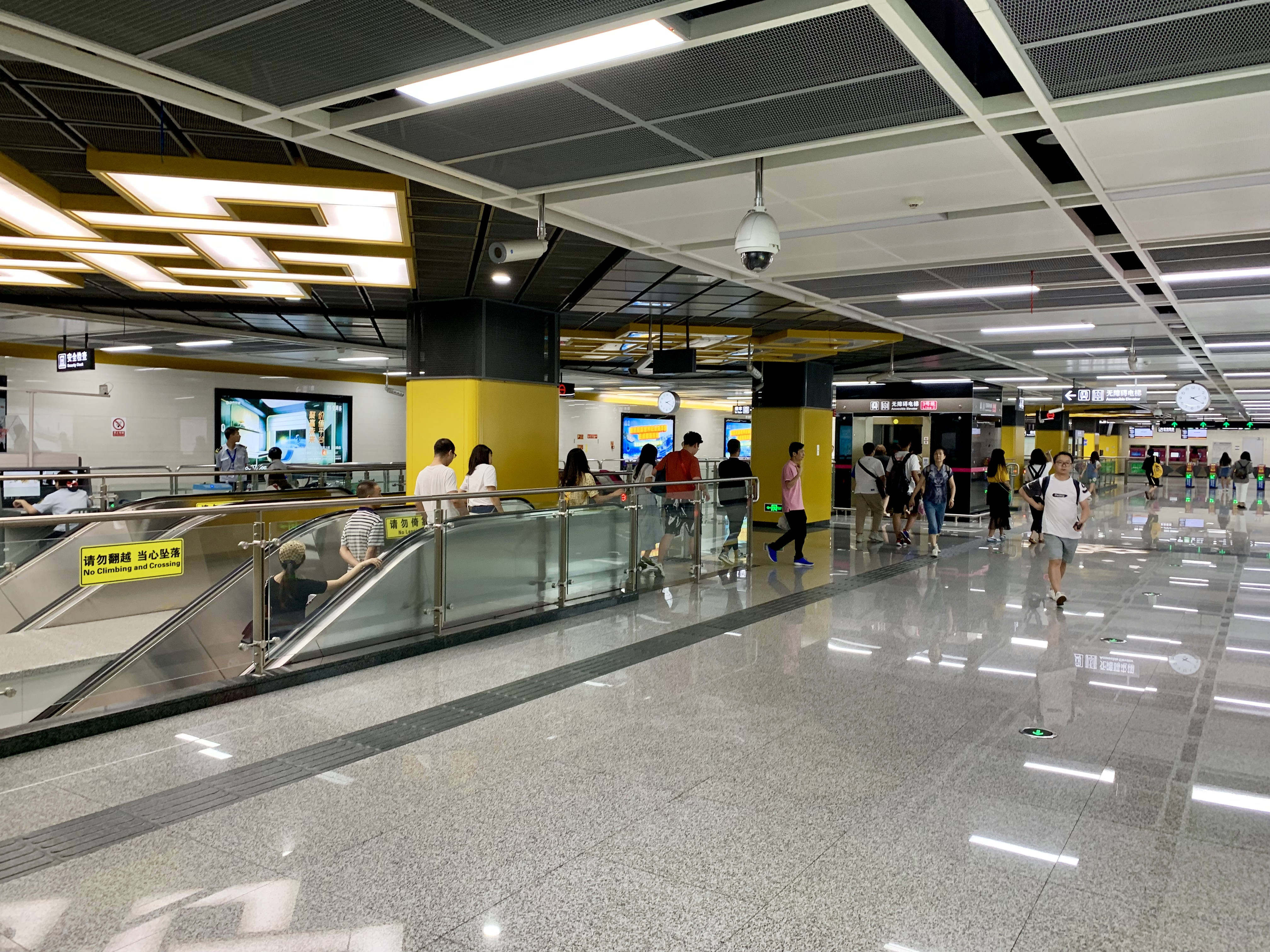
站厅层
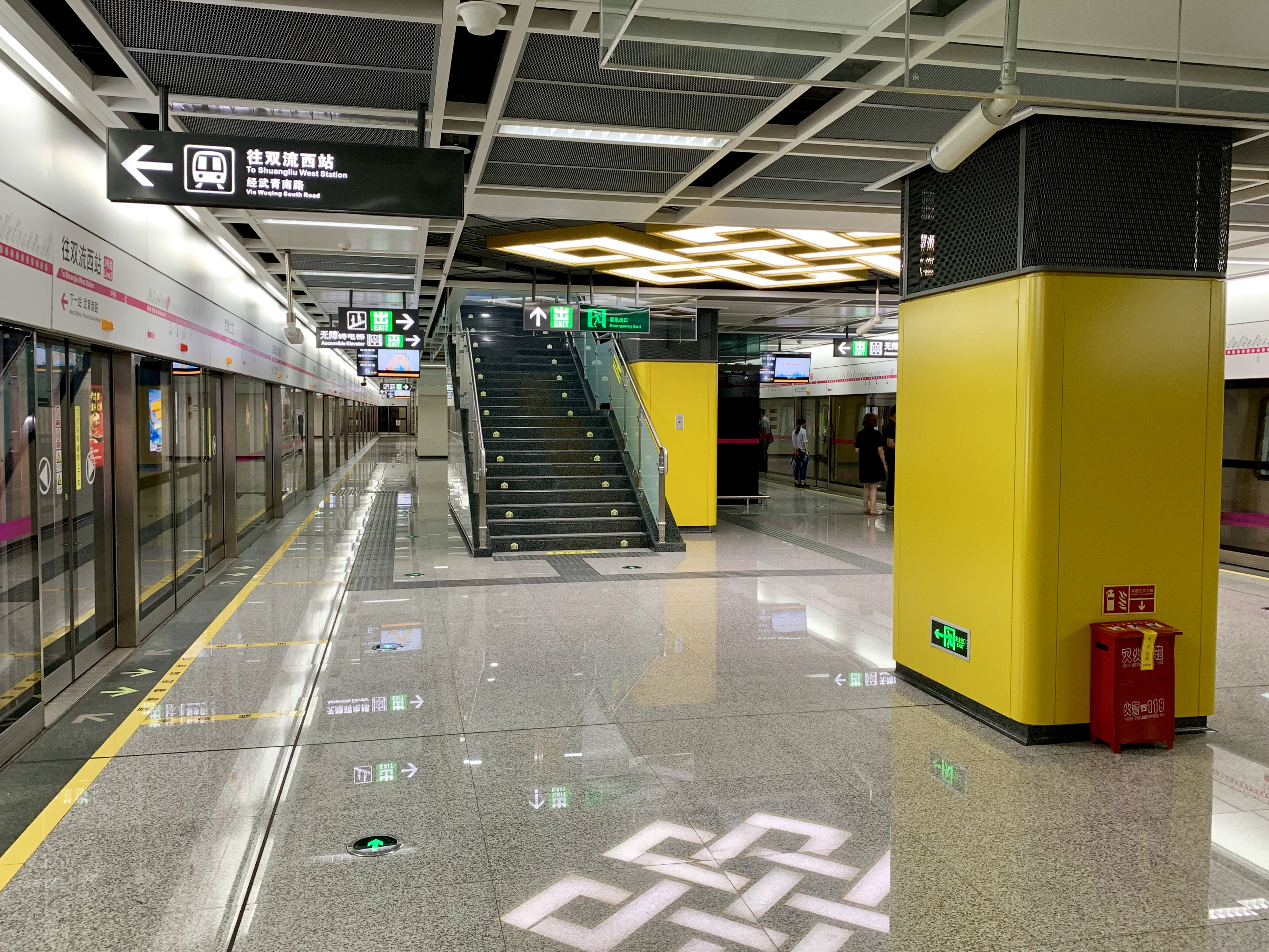
站台层

武侯立交站是一个地下岛式站台车站。
| 地面      |                                      | 出入口                                 |  |
| 地下 一层 | 站厅层                               | 安检、售票机、站内商店                 |  |
| 地下 二层 |                                      | 3号线列车往成都医学院方向 （川藏立交） |  |
| 地下 二层 | 岛式站台，左边车门将会开启           |                                        |  |
| 地下 二层 | 3号线列车往双流西站方向 （武青南路） |                                        |  |

- 站厅层
- 站台层

## 内装与公共艺术
本站是3号线二三期11个标准站之一。包括该站在内的3号线二期武侯区站点以佛教中“盘长”为主要设计元素，体现成都作为前往西藏重要中转站所传承的汉藏两族友谊。本站以黄色为主色调。

## 出入口信息
本站目前开放5个出入口。
| 出口编号     | 设施                    | 地点           | 可到达目的地             |
| ------------ | ----------------------- | -------------- | ------------------------ |
|              |                         |                |                          |
|              | 无障碍电梯 无障碍卫生间 | 武侯大道顺江段 | 公交万茂大厦站           |
| 出口 · B     |                         | 武侯大道顺江段 | 公交三环路武侯立交桥西站 |
| 出口 · C     |                         | 武侯大道顺江段 | 公交地铁武侯立交站       |
| 出口 · D · 1 |                         | 武侯大道顺江段 | 公交顺江村站             |
| 出口 · D · 2 |                         | 武侯大道顺江段 | 公交顺江村站             |